# 死亡醫生的遺產
《死亡醫生的遺產》是日本小說家中山七里創作的推理小說作品，為《刑事犬養隼人》系列的第四集，以安樂死為主題。自2015年11月3日至2016年4月30日於《日刊現代》上連載，經過大幅加筆和修改後，由KADOKAWA在2017年5月31日發行。正體中文版由瑞昇文化出版，沈俊傑翻譯，2021年5月14日發行。改編電影由深川榮洋執導，綾野剛主演，2020年11月13日上映。

## 小說
《死亡醫生的遺產》是日本小說家中山七里創作的推理小說作品，為《刑事犬養隼人》系列的第四集，以安樂死為題材，故事以警方接到一通報案開始，描述主角犬養隼人追查以安樂死方式連續致人於死的神祕醫師，探討醫療與犯罪間的分際、生存與死亡的權利。

## 改編電影
改編電影《死亡醫生的遺產》由深川榮洋執導，綾野剛飾演主角犬養隼人，北川景子飾演隼人的夥伴高千穂明日香，主題曲為［Alexandros］的〈Beast〉。電影於2020年11月13日上映。飾演澤田貴的岡田健史獲得第44屆日本電影學院獎新人獎。

### 故事大綱
8歲男童馬籠大地報警聲稱自己的父親馬籠健一「被壞醫師殺害」，警視廳搜查一課的刑事犬養隼人和高千穗明日香前去搜查，大地的母親小枝子表示健一是因病過世。隼人追問後，發現健一過世當日，有兩位醫師造訪家裡，而小枝子隱瞞此事，便強行帶走遺體進行調查。
健一因罹患肺癌，在家中休養兩個月後過世。根據解剖結果，健一在死前被全身麻醉，其血液內氯化鉀濃度極高，而監視器也拍到其它醫師出入其家中的畫面。經過偵訊後，小枝子立即坦承自己是請接受安樂死委託的「死亡醫生」為健一打了一針，促使他離開人世。小枝子還提供健一生前最後的錄影畫面，健一表示安樂死是出於自身意願。即使如此，警方仍視之為殺人案。
隼人和明日香訪問了幾位曾經請過死亡醫生的人士，但他們試圖掩護死亡醫生，使警方無法從肖像畫中掌握其形貌。明日香開始懷疑辦案的目的，並認為此案並無受害者，而隼人則堅持搜查，並從錄影畫面中的器物反射影像和證詞查出死亡醫生的隨行護理師雛森惠。
雛森惠表示自己只是臨時被雇用，不知道死亡醫師的身分，並以為醫師注射的是鎮痛劑，而她也表示患者們看起來都很幸福、家屬們也都感到高興。隼人則表示自己的女兒沙耶香罹患腎臟疾病，但也從不考慮安樂死，並斥責死亡醫生是殺人犯。警方研判死亡醫生會再找雛森惠合作，便在釋放她後暗中跟蹤她，而明日香則整合多幅肖像畫，掌握了死亡醫生的形貌，進而找到死亡醫生的住處和肖像畫上的對象，但找不到其殺人的證據。
跟蹤雛森的警員傳來雛森失蹤的消息，隼人和明日香便闖入其住處調查，發現雛森才是真正的死亡醫生。雛森潛入醫院，以諮商師的身分接近沙耶香，誘導她認為自己因為罹患腎臟病，已經成為父親的負擔，並引導她認同安樂死。雛森向隼人坦承身分，而雙方無法達成共識。沙耶香聯絡死亡醫生，並按她的要求前往指定地點，但她最終還是感到後悔，並向父親求救。
隼人趕到醫院後找不到沙耶香，雛森致電告知，沙耶香希望死在「充滿家族回憶之處」。隼人獨自前往並找到了沙耶香，發現她已被麻醉、將被注射氯化鉀。急著想救沙耶香的隼人遭到雛森偷襲，雖然隼人在遭注射了麻醉藥的情況下打贏雛森，將其上銬逮捕，但他仍然陷入昏迷，所幸明日香及時趕到，成功阻止雛森殺死隼人。
隼人和沙耶香都被送醫治療，之後沙耶香有了活下去的動力。雖然雛森的犯行被揭露，但她並沒有悔意，而是堅定地相信自己讓許多久病厭世的患者愉快地走完生命的最後一程。

## 外部連結
- 死亡醫生的遺產 （页面存档备份，存于）
- 電影《死亡醫生的遺產》官方網站 （页面存档备份，存于）